# Gai dương vật
Gai dương vật là cơ quan cấu tạo từ chất sừng nằm dọc theo quy đầu hoặc quanh thân dương vật của nhiều loài động vật có vú. Các nhà nghiên cứu cho rằng điều này liên quan đến sự chọn lọc giới tính. Họ mô tả các gai này là cấu tạo đơn giản khi mà chỉ có mỗi một đầu nhọn trên gai hoặc là có hai hay ba đầu nhọn trên cùng một gai. Hình thái học của các gai này có điều gì đó liên quan đến hệ thống giao phối.

## Ở động vật có vú không phải con người
Người ta thường biết rằng ở các loài họ mèo, đặc biệt là mèo nhà thì có gai ở dương vật. Các gai này sẽ cọ vào thành âm đạo của mèo khi còn đực rút ra làm cho trứng rụng. Các gai này ở báo đốm và chi Báo sư tử có kích thước nhỏ, còn mèo đốm Margay thì không có gai.
Tinh tinh và chuột cũng có thể có gai dương vật vì người ta quan sát được ở cơ quan sinh dục của chúng có các lớp chất sừng chồng lên nhau. Ở gấu túi mũi trần, Koala, linh cẩu đốm, Fossa, họ Tachyglossidae, các loài linh trưởng, dơi, một số loài trong bộ Gặm nhấm. Còn ở các loài trong họ Galagidae, các gai này đóng vai trò là một cái khóa sinh dục trong quá trình giao phối.

## Ở người
Khác với tinh tinh, con người có một biến thể khác của cơ quan này đó là sẩn ngọc dương vật hay chuỗi ngọc dương vật và xuất hiện không nhiêu như các động vật khác. Nhiều người xem nó là những gì còn sót lại của gai dương vật qua quá trình tiến hóa nhưng mà mối quan hệ giữa chúng thì vẫn chưa rõ ràng.

## Ở chim
Một số loài chim còn có biến thể của gai dương vật là những cấu trúc giống như lông bàn chải.